# Jacques Mossion
Jacques Mossion, né  le 25 décembre 1927 à Saint-Valery-sur-Somme et mort le 3 février 1996 à Doullens, est un homme politique français.

## Biographie
Géomètre expert de profession, il est sénateur de la Somme de 1977 à 1995, date à laquelle il n'est pas réélu. Il siège au sein du groupe UC. Au Sénat, il est membre de la commission des finances, du contrôle budgétaire et des comptes économiques de la Nation. 
Picard d'origine, Jacques Mossion passe sa jeunesse à Doullens où ses parents s'installent comme garagistes peu après sa naissance. Il gagne ensuite le lycée d'Amiens puis le Conservatoire national des arts et métiers où il est admis à l'École supérieure des géomètres et topographes. Revenu officier de réserve de son service militaire, il crée, en 1953, un cabinet de géomètre à Doullens où se déroule toute sa carrière professionnelle. 
Il entre au Conseil municipal de Doullens en 1959, sur la liste du radical-socialiste Kléber Mopty, et devient aussitôt adjoint au maire. Il est réélu à cette fonction en 1965. En 1967, Kléber Mopty démissionne de ses fonctions de maire et de conseiller général de Doullens, et Jacques Mossion lui succède dans ces deux postes. Il est réélu maire de Doullens en 1971 et conseiller général centriste de la Somme en 1973. La même année, il entre au Conseil régional de Picardie dont il devient le premier vice-président en 1976.
En 1977, après avoir obtenu un troisième mandat de maire, il est candidat aux élections sénatoriales dans la Somme sur la liste d'Union démocratique et sociale pour la défense des communes picardes emmenée par Max Lejeune et Charles-Edmond Lenglet. Les trois candidats sont élus.
Jacques Mossion s'apparente au groupe de l'Union centriste des démocrates de progrès (UCDP) dont il devient membre en 1978. À partir de 1983, il est vice-président du groupe sénatorial de l'UCDP. En octobre 1977, il est nommé membre de la commission des affaires économiques et du Plan. En 1983, il rejoint la commission des finances. À partir d'avril 1978, il est également membre de la délégation parlementaire pour les Communautés européennes.
En 1979, il est nommé membre du comité directeur des fonds d'investissement des départements d'outre-mer (FIDOM) et intervient alors chaque année comme rapporteur pour avis dans la discussion du projet de loi de finances sur les territoires d'outre-mer. En décembre 1980, il prend la parole comme rapporteur pour avis dans la discussion du projet de loi relatif à l'aménagement foncier et à l'établissement rural dans le territoire de la Nouvelle-Calédonie et dépendances. En novembre 1982, il est rapporteur du projet de loi relatif aux comités d'hygiène, de sécurité et des conditions de travail. En mai-juin 1983, il est rapporteur lors du projet de loi relatif à la démocratisation des enquêtes publiques. L'année suivante, dans la discussion de la loi de finances pour 1985, il rapporte le budget du travail et de l'emploi puis intervient, en décembre, dans le débat relatif aux événements de Nouvelle-Calédonie en appelant le Gouvernement à y rétablir l'ordre.
En décembre 1980, il adopte le projet de loi Peyrefitte renforçant la sécurité et protégeant la liberté des personnes. En septembre 1981, il vote contre l'abolition de la peine de mort. En janvier 1982, après être intervenu dans la discussion du projet de loi Defferre relative à la décentralisation, il vote en sa faveur. Enfin, il adopte, en 1982, le projet de loi relatif aux prestations de vieillesse et d'invalidité.
Parallèlement à ce premier mandat au Sénat, il poursuit sa carrière d'élu régional de Picardie. En 1979, il en préside le Conseil régional avant d'en devenir le secrétaire en 1980. Aux premières élections régionales au suffrage universel, en 1986, il obtient le renouvellement de son mandat. En 1979, candidat aux élections cantonales sous l'étiquette Union et Démocratie française-Centre des Démocrates sociaux (UDF-CDS), il perd son mandat de conseiller général face à un socialiste mais le retrouve six ans plus tard. En mars 1983, ses électeurs lui confient un nouveau mandat de maire de Doullens.
Aux sénatoriales de septembre 1986, Jacques Mossion est réélu dans la Somme comme ses deux colistiers sortants. Il est même le mieux élu des trois avec 949 suffrages sur 1 696 exprimés, devant Max Lejeune et Charles-Edmond Lenglet. Il retrouve la commission des finances et s'inscrit au groupe de l'Union centriste (UC).
En novembre 1986, il est rapporteur du budget de l'Emploi dans l'examen de la loi de finances pour 1987. L'année suivante, il défend en séance la proposition de loi, qu'il a déposée avec quelques collègues, visant à garantir le libre exercice de la profession de géomètre-expert. En octobre 1988, il devient membre de la commission des lois. Au même moment, il est nommé président de l'Office parlementaire d'évaluation des choix scientifiques et technologiques, fonction qu'il exerce jusqu'en 1995, et dépose à ce titre de nombreux rapports. Nommé membre de la commission des affaires culturelles et élu questeur du Sénat en 1989, il exerce cette dernière responsabilité jusqu'en 1992, date à laquelle il est élu secrétaire du Sénat. A nouveau membre de la commission des finances, il rapporte pour avis, en décembre 1992, le projet de loi relatif à la prévention de la corruption et à la transparence de la vie économique et des procédures publiques. En novembre 1988, il adopte le projet de loi relatif au revenu minimum d'insertion et en juin 1992 le projet de loi constitutionnelle permettant l'adoption du traité de Maastricht. Il vote également en faveur du projet de loi relatif aux pensions de retraite et à la sauvegarde de la protection sociale en juin 1993.
En Picardie, la carrière de Jacques Mossion connaît quelques difficultés. En 1989, il ne peut poursuivre son mandat de maire qu'après avoir dû faire face à une contestation de ses adversaires devant le Conseil d'État, qui, finalement, se prononce en sa faveur. Aux cantonales de 1992, il doit céder son poste de conseiller général à un « dauphin » centriste qui s'impose à lui, Christian Vlaeminck. Malgré des difficultés de santé croissantes, Jacques Mossion parvient à être réélu maire de Doullens en 1995. Seul des sénateurs sortants de la Somme, il entreprend alors d'obtenir un troisième mandat à la Haute Assemblée. En vain : avec 500 voix sur 1 705 votants au premier tour puis 346 au second tour, il est largement battu.
Quelques mois après, il meurt brutalement à Doullens. La classe politique picarde et ses administrés lui rendent un dernier hommage à l'occasion de ses obsèques solennelles en l'église Notre-Dame de Doullens. Jacques Mossion était chevalier du Mérite agricole, des Palmes académiques et du Mérite national.